# صموئيل موريسون
صموئيل موريسون هو لاعب تايكوندو فلبيني، ولد في 26 مارس 1990 في اولونجابو في الفلبين.

## روابط خارجية
- صموئيل موريسون على موقع TaekwondoData.com (الإنجليزية)